# Sugar Ray Robinson
Sugar Ray Robinson, geboren als Walker Smith Jr. (Ailey (Georgia), 3 mei 1921 – Culver City, 12 april 1989) was een Amerikaans bokser die algemeen erkend wordt als een van de beste boksers aller tijden.
Robinson won als amateur 85 partijen en verloor geen enkele, 65 van deze partijen eindigden voortijdig door knock-out of technische knock-out. Robinson was 's werelds eerste bokser die de wereldtitel in één gewichtsklasse vijfmaal won, een prestatie die hij bereikte door Carmen Basilio in 1958 te verslaan en de middengewichttitel terug te pakken die hij een jaar eerder aan hem had verloren. Robinson was ook wereldkampioen in het weltergewicht van 1946-51. Sugar Ray Robinson vocht 202 profpartijen waarvan hij er 175 won (108 door knock-out), 19 verloor, er 6 onbeslist eindigden en 2 als 'no contest' de boeken ingingen.
Robinson wordt door liefhebbers vaak op de nummer-eenpositie van lijsten van topboksers geplaatst en wordt door veel kenners aangemerkt als de beste pound-for-pound vechter ooit, een term die in de vechtsportwereld gebruikt wordt om tot een vergelijking van vechters uit verschillende gewichtsklassen te komen. Muhammad Ali, die tijdens zijn carrière vaak aan zichzelf als "The Greatest" refereerde, zei zonder blikken of blozen dat hij zichzelf beschouwt als de beste zwaargewichtbokser aller tijden, maar dat hij Robinson als nummer één zou rangschikken, wanneer aan hem zou worden gevraagd wie de beste bokser ooit was. Andere boksers die naast Ali en Robinson tot de beste ooit worden gerekend, zoals Joe Louis en Sugar Ray Leonard hebben hetzelfde gezegd.
- Bibliothèque nationale de France: cb14052648w (data)
- CiNii: DA09329989
- Gemeinsame Normdatei: 130078883
- International Standard Name Identifier: 0000 0000 8307 1904
- Library of Congress Control Number: n88034721
- National Archives and Records Administration: 10572571
- Nationale bibliotheek van Australië: 58818703
- Nationale Bibliotheek van Polen: a0000003142737
- Nederlandse Thesaurus van Auteursnamen: 115721517
- SNAC: w66t25xw
- Système universitaire de documentation: 073720135
- Trove: 1621631
- Virtual International Authority File: 111973366
- WorldCat: E39PBJrcpKKCtdrcmKmXBbYMfq